# Liber (Becerreá)
Liber és una parròquia consagrada a Sant Remigi pertanyent al municipi de Becerreá, província de Lugo. El riu Navia travessa aquesta parròquia. Per As Pontes de Gatín hi ha una de les carreteres d'entrada a la Serra dels Ancares.

## Demografia
Segons l'INE el 2014 tenia 49 habitants (31 homes i 18 dones), repartits entre 4 entitats de població (en gallec lugares). Aquestes dades representen 19 persones menys que el 2004 (39 homes i 29 dones) i 25 menys que el 1999.

## Llocs
- Barreiro
- A Golada
- Liber
- As Pontes de Gatín